# 仿真
仿真或译作模拟，泛指基於實驗或訓練為目的，將原本的真实或抽象的選定系统或流程，建立一个模型以表征其关键特性（key characteristics）或者行为、功能，予以系統化與公式化，以便進行可对关键特征做出模擬。模型表示系统自身，而仿真表示系统的时序行为。
電腦模擬常被用来研究仿真模型（simulation model）。仿真也被用于对自然系统或人造系统的科学建模以获取深入理解。仿真可以用来展示可选条件或动作过程的最终结果。仿真也會用在因為無法接近、也可能太过于危险或不可接受的后果、或者设计了但还未建造、或者根本就不存在等原因而不能在真實的系統中達成的。仿真的關鍵是获取相关选定的关键特性与行为的有效信息源，仿真时使用简化的近似或者假定，仿真结果的保真度（fidelity）与有效性。模型验证（verification）与有效性（validation）的过程、协议是学术学习、改进、研究、开发仿真技术的热点，特别是对计算机仿真。
仿真保真度（Simulation Fidelity）用于描述仿真精度，模拟真实对应物有多近似：
- 低保真：对系统的最小模拟，接受输入产生输出
- 中等保真：对刺激能自动响应，有限精度
- 高保真：接近不可辨识或者尽可能地接近真实系统

## 名稱
中國大陸自动控制领域過往把simulation翻译为「仿真」，如「核电站仿真」、「电厂仿真」等；emulation則翻译为「模拟」。而2002年全国科学技术名词审定委员会公布出版的《计算机科学技术名词》（第二版），卻將simulation翻译为「模拟」、emulation翻译为「仿真」，这造成了极大的混淆。

## 分类
- 实体仿真（英语：Physical simulation）：用物理实体来代替真实物体的仿真。如飛行模擬器、驾驶模拟器（英语：Driving simulator）
- 计算机仿真
- 连续仿真（Continuous simulation）
- 离散事件仿真
- 混合仿真（Hybrid Simulation）
- 随机仿真（Stochastic Simulation）
- 确定性仿真（Deterministic Simulation）
- 单机仿真（Stand Alone Simulation）
- 分布式仿真（Distributed Simulation）
- 并行仿真（Parallel Simulation）
- 互操作仿真（Interoperable Simulation）
- 建模与仿真（Modeling & Simulation）
- 人在环中仿真（Human in the loop simulation）
- 失败分析仿真（Simulation in failure analysis）

## 用途

### 訓練

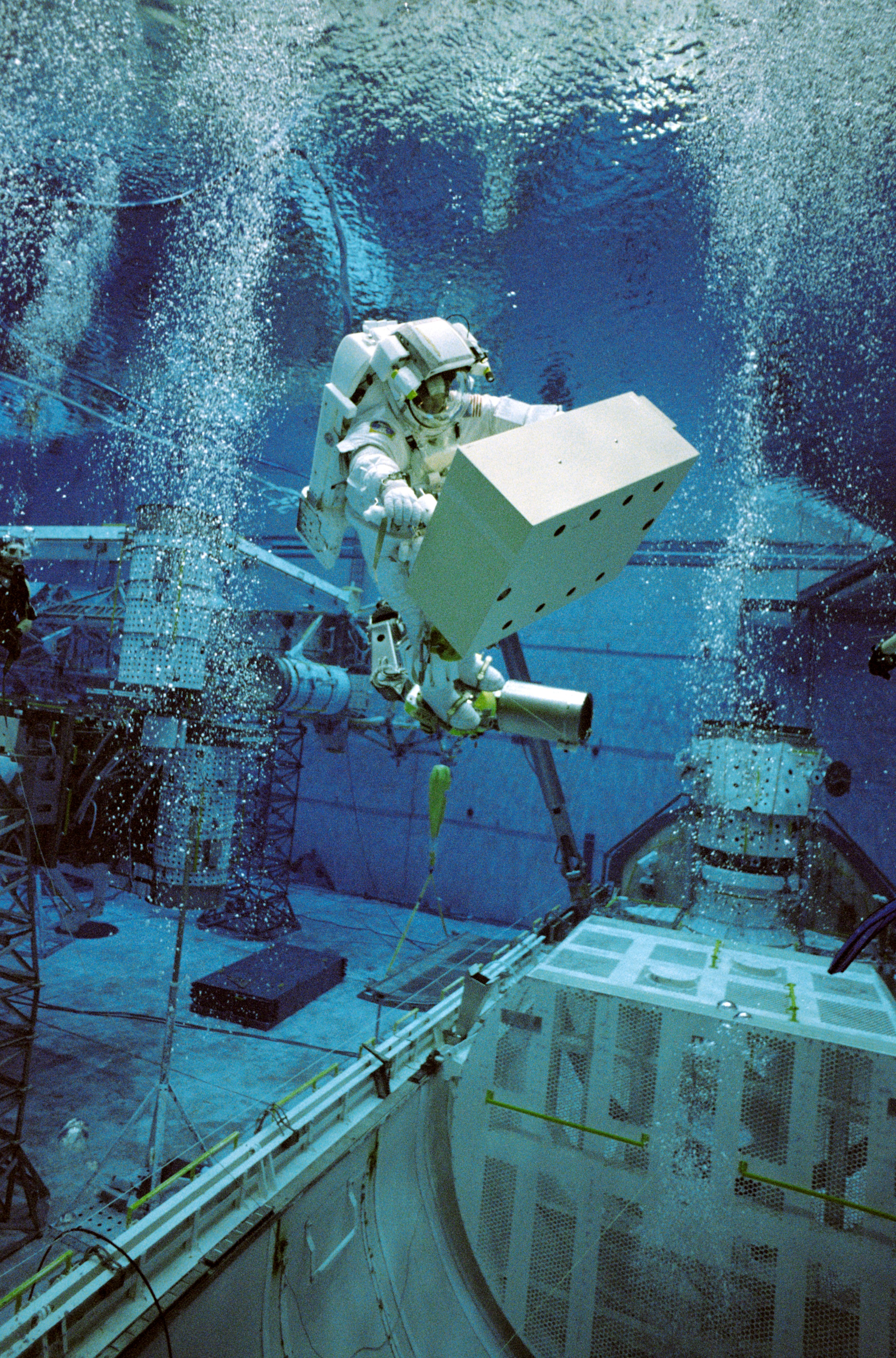
太空人的訓練，模擬在外太空的環境

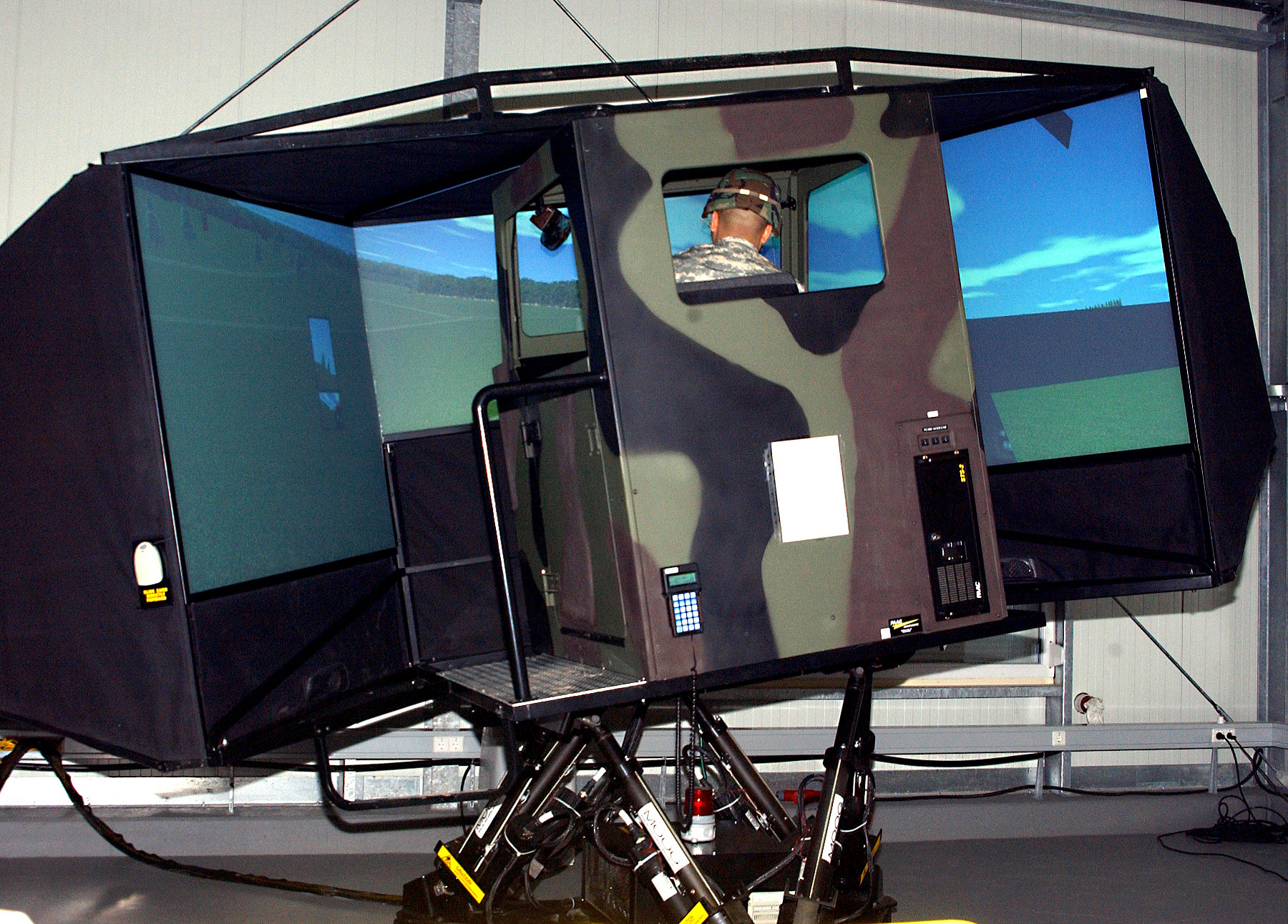
訓練飛行駕駛的模擬器

- 訓練醫生問診能力（模擬病人）
- 防災或救難過程的情境演練
- 兵棋推演
- 海上模擬器

### 預測
- 天氣預報